# 35e regering van Israël
De 35e regering (ook bekend als het kabinet-Netanyahu V of kabinet-Netanyahu-Gantz) was de uitvoerende macht van Israël van 17 mei 2020 tot 13 juni 2021. Premier Benjamin Netanyahu (Likoed) stond aan het hoofd van een coalitie van Likoed, Blauw en Wit, Derech Eretz, Gesher, Shas, het Verenigd Thora-Jodendom, de Arbeidspartij en Het Joodse Huis. Sinds 24 december 2020 was ze demissionair.

## Totstandkoming
Op zondag 15 maart benoemde president Reuven Rivlin fractieleider Benny Gantz van Kaḥol-Lavan als formateur. Jisrael Beeténoe, de Gezamenlijke Lijst, HaAvoda-Gesher-Meretz en Kahol Lavan hadden eerder die dag Gantz aanbevolen als premier bij de Israëlische president. Deze partijen hebben samen 62 zetels, maar Gantz kreeg 61 aanbevelingen tegen Netanyahu 58. Orly Levy-Abekasis (Gesher) beval noch Gantz, noch Netanyahu aan. Ze wou een kandidaat van Gesher aanbevelen, maar dat kon niet door de fractiediscipline. Ze heeft een verzoek ingediend om als onafhankelijke fractie verder te gaan, los van Meretz en HaAvoda. Ze wil geen minderheidsregering onder Gantz steunen als die de steun van Balad en de andere partijen van de Gezamenlijke Lijst nodig heeft. Ze is voor een nationale coalitie. De Knesset-leden Zvi Hauser en Yoaz Hendel (Blauw en Wit) hadden eerder ook gezegd geen minderheidsregering willen te vormen die steunt op de overwegend Arabische Gezamenlijke Lijst.
Gantz zei vlak na zijn benoeming dat hij wil proberen om een zo breed mogelijke regering te vormen. Aryeh Deri (Shas) sloeg een uitnodiging van Gantz om met hem afzonderlijk te onderhandelen af. Hij zei dat hij zich liet vertegenwoordigen door de onderhandelaars van het blok (Likoed, Shas, VTJ en Yamina). Avigdor Lieberman was voor een coalitie tussen Blauw en Wit en de Likoed zonder andere coalitiepartijen.
Op donderdag 26 maart kwam er een einde aan de patstelling. Gantz en zijn partij (Ḥosen L'Yisrael, "Veerkracht voor Israël") en Gabi Ashkenazi, maar niet de andere partijen van Blauw en Wit, Yesh Atid en Telem, kozen ervoor om een coalitie met het blok van de Likoed, de religieuze partijen Shas en VTJ en de rechtse partij Yamina te vormen. Er zou een roulatie van het premierschap komen. De eerste achttien maanden zou Benjamin Netanyahu premier blijven, daarna zou Benny Gantz hem opvolgen.

## Deelnemende partijen
| fractie v.a. 29 maart 2020 | zetels v.a. 29 maart 2020 | positie                            | (deel van) verkiezingslijst  | zetels 2 maart 2020 | verschil |
| -------------------------- | ------------------------- | ---------------------------------- | ---------------------------- | ------------------- | -------- |
| Likoed                     | 36                        | liberaal-nationalistisch           | Likud                        | 36                  | +4       |
| Blauw en Wit               | 15                        | midden                             | deel van Blauw en Wit        | 33                  | 0        |
| Derech Eretz               | 2                         | midden                             | deel van Blauw en Wit        | 33                  | 0        |
| Sjas                       | 9                         | ultra-orthodox (Sefardisch)        | Shas                         | 9                   | 0        |
| Verenigd Thora-Jodendom    | 7                         | ultra-orthodox (Asjkenazisch)      | Yahadut Ha-Torah             | 7                   | -1       |
| Het Joodse Huis            | 1                         | rechts-(religieus-)nationalistisch | deel van Yamina              | 6                   | -1       |
| Arbeidspartij              | 3, deelnemend: 2          | sociaaldemocratisch                | deel van Avoda-Meretz-Gesher | 7                   | -4       |
| Gesjer                     | 1                         | liberaal                           | deel van Avoda-Meretz-Gesher | 7                   | -4       |
| Acht fracties              | deelnemend:73             |                                    |                              | 98                  | -2       |

## Ambtsbekleders
Op 17 mei 2020 presenteerde Netanyahu het nieuwe kabinet. Het aantal ministers is groter dan dat van alle eerdere regeringen van Israël.
| Ambtsbekleder                                                                      | Ambtsbekleder        | Ambtsbekleder                                 | Functie                                                                            | Ambtstermijn                                     | Ambtstermijn                                    | Partij                  |
| ---------------------------------------------------------------------------------- | -------------------- | --------------------------------------------- | ---------------------------------------------------------------------------------- | ------------------------------------------------ | ----------------------------------------------- | ----------------------- |
|                                                                                    | Benjamin Netanyahu   | Benjamin Netanyahu בִּנְיָמִין נְתַנְיָהוּ (1949)       | Premier                                                                            | 31 maart 2009                                    | 13 juni 2021                                    | Likoed                  |
|                                                                                    | Benny Gantz          | Rav Aluf Benny Gantz בני גנץ (1959)           | Vicepremier                                                                        | 17 mei 2020                                      | 13 juni 2021 (maar wel weer in de 36e regering) | Blauw en Wit            |
| Minister van Defensie                                                              | Benny Gantz          | Rav Aluf Benny Gantz בני גנץ (1959)           |                                                                                    | 17 mei 2020                                      | 13 juni 2021 (maar wel weer in de 36e regering) | Blauw en Wit            |
|                                                                                    | Gabi Ashkenazi       | Rav Aluf Gabi Ashkenazi גַבִּי אַשְׁכְּנַזִּי (1954)     | Minister van Buitenlandse Zaken                                                    | 17 mei 2020                                      | 13 juni 2021                                    | Blauw en Wit            |
|                                                                                    | Aryeh Deri           | Aryeh Deri אַרְיֵה מַכְלוּף דֶּרְעִי (1959)             | Minister van Binnenlandse Zaken                                                    | 11 januari 2016                                  | 13 juni 2021                                    | Shas                    |
| Minister voor Ontwikkeling van de Negev en Galilea                                 | Aryeh Deri           | Aryeh Deri אַרְיֵה מַכְלוּף דֶּרְעִי (1959)             | 14 mei 2015                                                                        |                                                  | 13 juni 2021                                    | Shas                    |
|                                                                                    | Yisrael Katz         | Yisrael Katz יִשְׂרָאֵל כַּץ (1955)                  | Minister van Financiën                                                             | 17 mei 2020                                      | 13 juni 2021                                    | Likoed                  |
|                                                                                    | Avi Nissenkorn       | Avi Nissenkorn אָבִי נִיסֶנְקוֹרְן (1967)            | Minister van Justitie                                                              | 17 mei 2020                                      | 1 januari 2021                                  | Blauw en Wit            |
|                                                                                    | Benny Gantz          | Rav Aluf Benny Gantz בני גנץ (1959)           | Minister van Justitie                                                              | 1 januari 2021                                   | 13 juni 2021                                    | Blauw en Wit            |
|                                                                                    | Amir Peretz          | Amir Peretz עָמִיר פֶּרֶץ (1952)                   | Minister van Economie                                                              | 17 mei 2020                                      | 13 juni 2021                                    | Arbeidspartij           |
|                                                                                    | Yuli-Yoel Edelstein  | Yuli-Yoel Edelstein יוּלִי־יוֹאֵל אֵדֶלְשְטֵיין (1958) | Minister van Volksgezondheid                                                       | 17 mei 2020                                      | 13 juni 2021                                    | Likoed                  |
|                                                                                    | Itsik Shmuli         | Itsik Shmuli איציק שמולי (1980)               | Minister van Arbeid en Sociale Zaken                                               | 17 mei 2020                                      | 1 februari 2021                                 | Arbeidspartij           |
|                                                                                    | Benny Gantz          | Rav Aluf Benny Gantz בני גנץ (1959)           | Minister van Arbeid en Sociale Zaken                                               | 1 februari 2021                                  | 13 juni 2021                                    | Blauw en Wit            |
|                                                                                    | Yoav Galant          | Aluf Yoav Galant יוֹאָב גָּלַנְטְ (1958)             | Minister van Onderwijs                                                             | 17 mei 2020                                      | heden                                           | Likoed                  |
| Hoger Onderwijs en Waterstaat (Onderwijs en Infrastructuur, Energie en Waterstaat) | Yoav Galant          | Aluf Yoav Galant יוֹאָב גָּלַנְטְ (1958)             | 3 mei 2021                                                                         |                                                  | heden                                           | Likoed                  |
|                                                                                    | Miri Regev           | Tat Aluf Miri Regev מירי רגב (1965)           | Minister van Vervoer                                                               | 17 mei 2020                                      | 13 juni 2021                                    | Likoed                  |
|                                                                                    | Alon Schuster        | Alon Schuster אלון שוסטר (1957)               | Minister van Landbouw en Agrarische Ontwikkelingen                                 | 17 mei 2020                                      | 13 juni 2021                                    | Blauw en Wit            |
|                                                                                    | Yaakov Litzman       | Rabbijn Yaakov Litzman יַעֲקֹב לִיצְמָן (1948)      | Minister van Huisvesting en Constructie                                            | 17 mei 2020                                      | 12 september 2020                               | Verenigd Thora-Jodendom |
|                                                                                    | Benjamin Netanyahu   | Benjamin Netanyahu בִּנְיָמִין נְתַנְיָהוּ (1949)       | Minister van Huisvesting en Constructie                                            | 12 september 2020                                | 14 oktober 2020                                 | Likoed                  |
|                                                                                    | Yitzhak Cohen        | Rabbijn Yitzhak Cohen יצחק כהן (1951)         | Minister van Huisvesting en Constructie                                            | 14 oktober 2020                                  | 16 november 2020                                | Shas                    |
|                                                                                    | Yaakov Litzman       | Rabbijn Yaakov Litzman יַעֲקֹב לִיצְמָן (1948)      | Minister van Huisvesting en Constructie                                            | 16 november 2020                                 | 13 juni 2021                                    | Verenigd Thora-Jodendom |
|                                                                                    | Yuval Steinitz       | Yuval Steinitz יובל שטייניץ (1958)            | Minister van Infrastructuur, Energie en Waterstaat                                 | 14 mei 2015                                      | 13 juni 2021                                    | Likoed                  |
|                                                                                    | Amir Ohana           | Amir Ohana אָמִיר אוֹחָנָה (1976)                  | Minister van Openbare Veiligheid                                                   | 17 mei 2020                                      | 13 juni 2021                                    | Likoed                  |
|                                                                                    | Orit Farkash-Hacohen | Orit Farkash -Hacohen אורית פרקש-הכהן (1970)  | Minister van Strategische Zaken                                                    | 17 mei 2020                                      | 2 oktober 2020                                  | Blauw en Wit            |
|                                                                                    | Michael Biton        | Michael Biton מיכאל ביטון (1970)              | Minister van Strategische Zaken                                                    | 2 oktober 2020                                   | 13 juni 2021                                    | Blauw en Wit            |
|                                                                                    | Pnina Tamano-Shata   | Pnina Tamano-Shata פנינה תמנו-שטה (1981)      | Minister van Alia en Immigratie                                                    | 17 mei 2020                                      | 13 juni 2021                                    | Blauw en Wit            |
|                                                                                    | Yizhar Shai          | Yizhar Shai חיים כץ (1963)                    | Minister van Wetenschap en Technologie                                             | 17 mei 2020                                      | 12 januari 2021                                 | Blauw en Wit            |
|                                                                                    |                      |                                               | Minister van Wetenschap en Technologie                                             | Vacant                                           |                                                 |                         |
|                                                                                    | Hili Tropper         | Hili Tropper חילי טרופר (1978)                | Minister van Wetenschap en Technologie                                             | 1 mei 2021                                       | 13 juni 2021                                    | Blauw en Wit            |
| Minister van Cultuur en Sport                                                      | Hili Tropper         | Hili Tropper חילי טרופר (1978)                | 17 mei 2020                                                                        |                                                  | 13 juni 2021                                    | Blauw en Wit            |
|                                                                                    | Yoaz Hendel          | Yoaz Hendel יועז הנדל (1975)                  | Minister van Communicatie                                                          | 17 mei 2020                                      | 12 december 2020                                | Derekh Eretz            |
|                                                                                    | Benny Gantz          | Rav Aluf Benny Gantz בני גנץ (1959)           | Minister van Communicatie                                                          | 12 december 2020                                 | 3 mei 2021                                      | Blauw en Wit            |
|                                                                                    | Eitan Ginzburg       | Eitan Ginzburg איתן גינזבורג (1977)           | Minister van Communicatie                                                          | 3 mei 2021                                       | 13 juni 2021                                    | Blauw en Wit            |
|                                                                                    | Ya'akov Avitan       | Rabbijn Yaakov Avitan יעקב אביטן (1970)       | Minister van Religieuze Zaken                                                      | 17 mei 2020                                      | 13 juni 2021                                    | Shas                    |
|                                                                                    | Gila Gamliel         | Gila Gamliel גילה גמליאל (1974)               | Minister van Milieu                                                                | 17 mei 2020                                      | 13 juni 2021                                    | Likoed                  |
|                                                                                    | Asaf Zamir           | Asaf Zamir אסף זמיר (1980)                    | Minister van Toerisme                                                              | 17 mei 2020                                      | 2 oktober 2020                                  | Blauw en Wit            |
|                                                                                    | Orit Farkash-Hacohen | Orit Farkash -Hacohen אורית פרקש-הכהן (1970)  | Minister van Toerisme                                                              | 17 mei 2020                                      | 2 oktober 2020                                  | Blauw en Wit            |
| Ministers zonder portefeuille                                                      |                      |                                               |                                                                                    |                                                  |                                                 |                         |
| Ambtsbekleder                                                                      | Ambtsbekleder        | Ambtsbekleder                                 | Functie                                                                            | Ambtstermijn                                     | Ambtstermijn                                    | Partij                  |
|                                                                                    | Tzachi Hanegbi       | Tzachi Hanegbi צחי הנגבי (1957)               | Algemene Zaken (Algemene Zaken)                                                    | 17 mei 2020                                      | 13 juni 2021                                    | Likoed                  |
| Nederzettingszaken (Huisvesting en Constructie)                                    | Tzachi Hanegbi       | Tzachi Hanegbi צחי הנגבי (1957)               | 2 augustus 2020                                                                    |                                                  | 13 juni 2021                                    | Likoed                  |
|                                                                                    | Michael Biton        | Michael Biton מיכאל ביטון (1970)              | Defensie Beleid (Defensie)                                                         | 17 mei 2020                                      | 2 oktober 2020                                  | Blauw en Wit            |
|                                                                                    | Gilad Erdan          | Gilad Erdan גִּלְעָד אֶרְדָן (1970)                  | Regionale Samenwerking (Buitenlandse Zaken)                                        | 17 mei 2020                                      | 5 juli 2020                                     | Likoed                  |
|                                                                                    | Ofir Akunis          | Ofir Akunis חיים כץ (1973)                    | Regionale Samenwerking (Buitenlandse Zaken)                                        | 5 juli 2020                                      | 13 juni 2021                                    | Likoed                  |
|                                                                                    | Meirav Cohen         | Meirav Cohen מירב כהן (1983)                  | Sociale Gelijkheid en Seniorenzaken (Arbeid en Sociale Zaken)                      | 17 mei 2020                                      | 13 juni 2021                                    | Blauw en Wit            |
|                                                                                    | Ze'ev Elkin          | Ze'ev Elkin זאב אלקין (1971)                  | Hoger Onderwijs en Waterstaat (Onderwijs en Infrastructuur, Energie en Waterstaat) | 17 mei 2020                                      | 27 december 2020                                | Likoed                  |
|                                                                                    | Tzipi Hotovely       | Tzipi Hotovely ציפי חוטובלי (1978)            | Nederzettingszaken (Huisvesting en Constructie)                                    | 17 mei 2020                                      | 2 augustus 2020                                 | Likoed                  |
|                                                                                    | Orly Levy            | Orly Levy אורלי לוי (1973)                    | Gemeenschappelijke Bevordering (Huisvesting en Constructie)                        | 17 mei 2020                                      | 13 juni 2021                                    | Gesher                  |
|                                                                                    | Eli Cohen            | Eli Cohen אלי כהן (1972)                      | Inlichtingenzaken (Openbare Veiligheid)                                            | 17 mei 2020                                      | 13 juni 2021                                    | Likoed                  |
|                                                                                    | Omer Yankelevich     | Omer Yankelevich עומר ינקלביץ' (1978)         | Diaspora Zaken (Alia en Immigratie)                                                | 17 mei 2020                                      | 13 juni 2021                                    | Blauw en Wit            |
|                                                                                    | Dudi Amsalem         | Dudi Amsalem דודי אמסלם (1955)                | Cyber en Digitale Zaken (Communicatie)                                             | 17 mei 2020                                      | 13 juni 2021                                    | Likoed                  |
|                                                                                    | Rafi Peretz          | Tat Aluf Rabbijn Rafi Peretz רָפִי פֶּרֶץ (1956)   | Jeruzalem- en Erfgoedzaken (Cultuur en Sport)                                      | 17 mei 2020                                      | 13 juni 2021                                    | Het Joodse Huis         |
| Onderministers                                                                     |                      |                                               |                                                                                    |                                                  |                                                 |                         |
| Ambtsbekleder                                                                      | Ambtsbekleder        | Ambtsbekleder                                 | Functie                                                                            | Ambtstermijn                                     | Ambtstermijn                                    | Partij                  |
|                                                                                    | Fateen Mulla         | Fateen Mulla פטין מולא (1960)                 | Onderminister van Algemene Zaken                                                   | 17 mei 2020                                      | 13 juni 2021                                    | Likoed                  |
|                                                                                    |                      | Yoav Ben-Tzur Rabbijn יואב בן צור (1958)      | Onderminister van Binnenlandse Zaken                                               | 17 mei 2020                                      | 13 juni 2021                                    | Shas                    |
| Onderminister van Ontwikkeling van de Periferie, de Negev en Galilea               | 17 mei 2020          | Yoav Ben-Tzur Rabbijn יואב בן צור (1958)      | 13 juni 2021                                                                       |                                                  |                                                 | Shas                    |
|                                                                                    | Yitzhak Cohen        | Yitzhak Cohen Rabbijn יצחק כהן (1951)         | Onderminister van Financiën                                                        | 17 mei 2020 (ook eerder sinds 14 mei 2015)       | 14 oktober 2020                                 | Shas                    |
| 23 november 2020                                                                   | Yitzhak Cohen        | Yitzhak Cohen Rabbijn יצחק כהן (1951)         | Onderminister van Financiën                                                        | 6 april 2021                                     |                                                 | Shas                    |
|                                                                                    | Yoav Kisch           | Yoav Kisch יואב קיש (1968)                    | Onderminister van Volksgezondheid                                                  | 17 mei 2020                                      | 13 juni 2021                                    | Likoed                  |
|                                                                                    | Meshulam Nahari      | Meshulam Nahari Rabbijn משולם נהרי (1951)     | Onderminister van Arbeid en Sociale Zaken                                          | 17 mei 2020 (ook eerder sinds 30 september 2017) | 13 juni 2021                                    | Shas                    |
|                                                                                    | Meir Perush          | Meir Perush Rabbijn מאיר פרוש (1955)          | Onderminister van Onderwijs                                                        | 17 mei 2020                                      | 13 juni 2021                                    | Verenigd Thora-Jodendom |
|                                                                                    | Uri Maklev           | Uri Maklev Rabbijn אורי מקלב (1957)           | Onderminister van Vervoer                                                          | 17 mei 2020                                      | 13 juni 2021                                    | Verenigd Thora-Jodendom |
|                                                                                    |                      | Gadi Yevarkan גדי יברקן (1981)                | Onderminister van Openbare Veiligheid                                              | 17 mei 2020                                      | 13 juni 2021                                    | Likoed                  |

## Het einde van kabinet-Netanyahu V
In december 2020 was er nog geen overeenkomst over de begroting. Blauw en Wit wilde een begroting voor twee jaar, 2020 en 2021. De minister van financiën en de premier hadden geen begroting ingediend. Volgens minister van defensie Benny Gantz (Blauw en Wit) kwam de Likoed de gemaakte afspraken niet na en dreigden er nieuwe verkiezingen te komen. Dat zou gebeuren als de begroting op 23 december 2020 nog niet goedgekeurd zou zijn.  Volgens een wet zou de Drieëntwintigste Knesset dan ontbonden worden en zouden er nieuwe verkiezingen volgen. Zondagavond 20 december kwamen Blauw en Wit en de Likoed overeen om een nieuw wetsvoorstel te maken dat nog twee weken meer tijd geeft. De begroting voor 2020 moet volgens dan uiterlijk op 31 december 2020 goedgekeurd worden en die voor 2021 op 5 januari 2021. Als dat niet zou lukken zou de Knesset automatisch ontbonden worden en komen er nieuwe verkiezingen, die op 23 maart 2021 zouden plaatsvinden, hoewel er volgens de Israëlische wet tussen het ontbinden van de Knesset en nieuwe verkiezingen minstens negentig dagen zouden moeten zitten. Niet iedereen bij Blauw en Wit en de Likoed is voor een uitstel van de deadline en het was daarom niet zeker of het wetsvoorstel aangenomen zou worden. Het wetsvoorstel werd 21 december 's avonds in stemming gebracht, maar niet aangenomen. 49 Knesset-leden stemden tegen en 47 voor. Onder de tegenstemmers waren behalve de oppositie ook leden van Blauw en Wit, namelijk oud-minister van Toerisme Asaf Zamir, Miki Haimovich, Ram Shefa, die van tevoren al gezegd hadden dat ze tegen zouden stemmen en Michal Cotler-Wunsh, die Benjamin Netanyahu geen dag langer vertrouwen wou geven. Twee Blauw en Wit-leden waren in quarantaine en een paar anderen bleven ook weg. De Likoed stemde grotendeels voor, behalve Michal Shir (Likoed), die naar Nieuwe Hoop, de nieuwe partij van Gideon Sa'ar zou overstappen. David Bitan (Likoed) is ernstig ziek door Covid-19. Twee ministers van Arbeid, Amir Peretz en Itzik Shmuli waren afwezig en de derde parlementariër van Arbeid, Meirav Michaeli, stemde tegen. Ze was van begin af aan al tegen deelname aan de coalitie.
 Op 23 december was nog steeds geen begroting en daardoor werd de Knesset automatisch ontbonden. De Israëlische parlementsverkiezingen 2021 waren gepland op 23 maart 2021. Het werd de vierde keer binnen twee jaar dat er Israëlische parlementsverkiezingen gehouden worden.

Bij de afspraken tussen de Likoed en Blauw en Wit was overeengekomen dat als een van de partijen de regering zou laten vallen, de andere partij de interim-premier zou leveren. Maar omdat de regering gevallen is, doordat er geen begroting overeengekomen was, is Netanyahu de interim-premier. Volgens Israëlische politieke journalisten wilde Netanyahu onder de roulatie-overeenkomst met Gantz uitkomen of ten minste zijn termijn langer te maken dan eerder afgesproken en maakte hij daarom geen haast met de begroting. De Likoed wou volgens Ramon, een onderhandelaar van Blauw en Wit, ook dat minister van Justitie de benoeming van Amit Aisman tot procureur-generaal ongedaan zou maken en de macht van de minister van Justitie Nissenkorn in zou perken of hem misschien ontslaan en dat Gantz daar tijdens de onderhandelingen mee in zou instemmen. Gantz ontkende via Twitter dat hij daarmee zou instemmen.